# Graffiti U
Graffiti U es el décimo álbum de estudio del cantante australiano de música country Keith Urban. Fue lanzado el 27 de abril de 2018 por Capitol Nashville. El álbum estuvo muy influenciado por las experiencias de la juventud de Keith, e incluye los sencillos «Female», «Parallel Line» y «Coming Home» (un dúo con la cantante pop Julia Michaels). En su mayoría ha recibido críticas mixtas de críticos.

## Lista de canciones
Adaptado de iTunes.
| Graffiti U |                                    | |                                |          |  |
| N.º        | Título                             | Escritor(es) | Productor(es)                  | Duración |  |
| 1.         | «Coming Home» (con Julia Michaels) | Urban, J.R. Rotem, Julia Michaels, Nicolle Galyon, Merle Haggard | Urban, Rotem                   | 3:33     |  |
| 2.         | «Never Comin Down»                 | Josh Kerr, James Abrahart, Shy Carter | Urban, Kerr                    | 3:34     |  |
| 3.         | «Same Heart»                       | Urban, Jason Evigan, Emily Weisband, Jordan Minton | Urban, Evigan                  | 3:36     |  |
| 4.         | «My Wave (Intro)»                  | |                                | 0:28     |  |
| 5.         | «My Wave» (con Shy Carter)         | Urban, Shy Carter, Greg Wells | Urban, Wells                   | 3:32     |  |
| 6.         | «Parallel Line»                    | Ed Sheeran, Benny Blanco, Johnny McDaid, Amy Wadge, Michaels, Guy Berryman, Jonny Buckland, Will Champion, Chris Martin, Mikkel Storleer Eriksen, Tor Erik Hermansen | Urban, Blanco, Sheeran, McDaid | 4:13     |  |
| 7.         | «Drop Top» (con Kassi Ashton)      | Urban, Jimmy Robbins, Josh Osborne, MoZella | Urban, Robbins, Jesse Shatkin  | 3:44     |  |
| 8.         | «Way Too Long»                     | Oscar Holter, Nate Ruess, Michaels | Holter                         | 3:15     |  |
| 9.         | «Horses» (con Lindsay Ell)         | Matt Rad, MoZella, Jamie Scott | Urban, Rad                     | 3:37     |  |
| 10.        | «Gemini»                           | Urban, Michaels, Justin Tranter, Ian Kirkpatrick | Urban, Kirkpatrick             | 4:09     |  |
| 11.        | «Texas Time (Intro)»               | |                                | 0:10     |  |
| 12.        | «Texas Time»                       | Max Townsley, Drew Erickson, Steve Lindsey, Dillon O'Brian | Urban, Mike Elizondo           | 4:51     |  |
| 13.        | «Love the Way It Hurts (So Good)»  | Urban, Ben Berger, Ryan Rabin, Ryan McMahon | Urban, Captain Cuts            | 3:21     |  |
| 14.        | «Female»                           | Galyon, Ross Copperman, Shane McAnally | Urban, Dann Huff, Copperman    | 3:16     |  |
| 15.        | «Steal My Thunder»                 | Urban, Evigan, Weisband, Minton | Urban, Evigan                  | 7:16     |  |
| 52:00      |                                    | |                                |          |  |

Notas:
- «Coming Home» usa el sample «Mama Tried» de Merle Haggard.
- «Parallel Line» usa el sample «Everglow» de Coldplay.

## Posicionamiento en listas
| Listas (2018)                       | Mejor posición |
| ----------------------------------- | -------------- |
| Australian Albums (ARIA)            | 2              |
| Australian Country Albums (ARIA)    | 1              |
| Canadá (Billboard Canadian Albums)  | 1              |
| New Zealand Albums (RMNZ)           | 32             |
| Escocia (Scottish Albums Chart)     | 65             |
| Estados Unidos (Billboard 200)      | 2              |
| Estados Unidos (Top Country Albums) | 1              |